# 5479 Grahamryder
5479 Grahamryder (1989 UT5) là một tiểu hành tinh vành đai chính được phát hiện ngày 30 tháng 10 năm 1989 bởi Schelte J. Bus ở Cerro Tololo.